# Mắc ca ba lá
Cây Mắc ca ba lá (danh pháp khoa học: Macadamia ternifolia) là một loài thực vật có hoa trong họ Quắn hoa. Cây gỗ nhỏ lá thường xanh, phân bổ tự nhiên vùng Quensland nước Úc. Lá đơn mọc vòng chập ba lá, tuy nhiên cũng nhiều khi thấy lá non chỉ mọc hai lá đối. Phiến lá hình thuôn, mép lá có răng cưa, lá khi non có màu đỏ tía. Loài này được F. Muell. miêu tả khoa học đầu tiên năm 1858.